# Флаг Баден-Вюртемберга
Флаг Баден-Вюртемберга (нем. Flagge Baden-Württembergs) имеет три варианта. Гражданский флаг имеет один дизайн, в то время как государственный флаг имеет два дизайна. Все три флага имеют чёрно-жёлтый двухцветный цвет, в то время как государственный флаг имеет один из двух вариантов земельного герба по центру флага.

## История
Флаг Баден-Вюртемберга был создан в 1952 году, после слияния бывших немецких земель Баден, Вюртемберг-Баден и Вюртемберг-Гогенцоллерн, разделённых среди двух оккупационные зон после Второй мировой войны. Исторически федеральная земля Южный Баден использовала жёлто-красно-жёлтый горизонтальный триколор. Федеральная земля Вюртемберг-Гогенцоллерн использовала чёрно-красный горизонтальный двухцветный флаг. Для нового флага были выбраны как чёрный и золотой цвета, и они определены в конституции федеральной земли Баден-Вюртемберг, принятой 11 ноября 1953 года.

## Описание
Конституция земли Баден-Вюртемберг, принятая 11 ноября 1953 года, гласит в пункте 1 статьи 24:
Цвета федеральной земли — чёрный и золотой.
Чёрный олицетворяет Вюртемберг-Гогенцоллерн, а золотой — Баден. Национальные цвета не были заимствованы у земельного герба, но уже установлены до этого. В то же время национальный флаг был закреплен за национальными цветами, а именно как полосатый флаг именно этих цветов. Использование флага доступно каждому.
Использование государственного флага регулируется постановлением правительства федеральной земли о использовании земельного герба от 2 августа 1954 года. Параграф 9 гласит:
Ведущие власти, за исключением негражданских нотариусов, имеют право использовать [...] национальный герб, за который они несут ответственность, на государственном флаге. На большом гербе щитодержатели расположены поодаль. [...] Премьер-министр может также разрешить другим агентствам использовать государственный флаг. [...]
Поскольку имеется большой и малый герб (см. Герб Баден-Вюртемберга), существует также два варианта государственного флага. Руководящие органы перечислены в пункте 1 этого же постановления.
Поэтому использование государственного флага зарезервировано исключительно для уполномоченных лиц. Несанкционированное использование флага представляет собой проступок (статья 124 Закона об административных правонарушениях от 24 мая 1968 года).

## Галерея

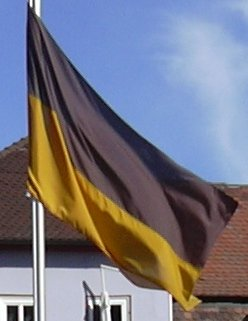
Земельный флаг
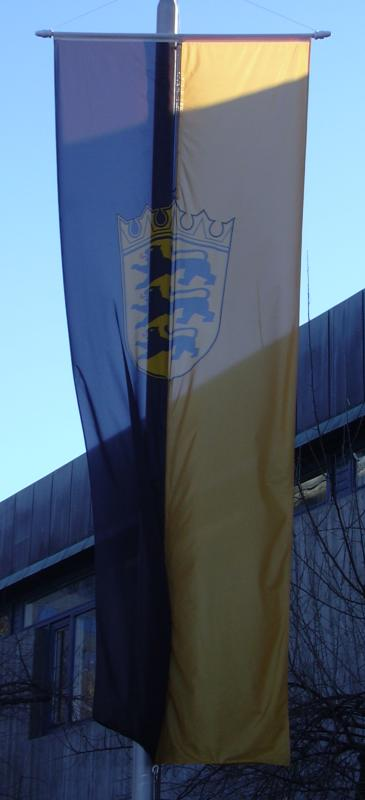
Государственный флаг (с малым гербом)
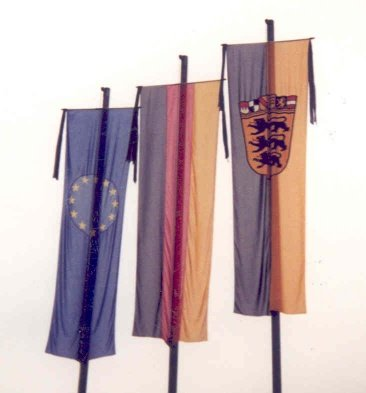
Государственный флаг (с большим гербом) рядом с флагами Европейского союза и Германии

## Исторические флаги

Флаг королевства Вюртемберг (1805–1918 гг.) и свободного народного государства Вюртемберг (1918–1945 гг.)
Флаг курфюршества Вюртемберг (1803–1805 гг.)
Флаг герцогства Вюртемберг (1495–1803 гг.)
Флаг великого герцогства Баден (1891–1918 гг.)
Флаг Курпфальца (1329–1776 гг.)
Флаг земель Гогенцоллернов (1850–1946 гг.)

## Другие флаги

Флаг кашубов (текущий)
Флаг Саксонии-Анхальт, ранее также национальные цвета австрийской Силезии и кантона Ури
Флаг Саксонии (до 1815 года), провинции Саксония в составе Пруссии, провинции Саксония-Анхальт ГДР, герцогства Саксен-Лауэнбург, а также Саксен-Кобург-Гота (до 1830 года)
Флаг Габсбургов, т. е. Австрийской империи (до 1867 г.), позднее Австро-Венгрии (до 1869 г.), а также Ломбардо-Венецианского королевства (до 1866 г.)